# Saint-Perdoux (Dordogne)
Saint-Perdoux is een gemeente in het Franse departement Dordogne (regio Nouvelle-Aquitaine) en telt 138 inwoners (2005). De plaats maakt deel uit van het arrondissement Bergerac.

## Geografie
De oppervlakte van Saint-Perdoux bedraagt 7,5 km², de bevolkingsdichtheid is 18,4 inwoners per km².
De onderstaande kaart toont de ligging van Saint-Perdoux (Dordogne) met de belangrijkste infrastructuur en aangrenzende gemeenten.

## Demografie
Nevenstaand figuur toont het verloop van het inwonertal (bron: INSEE-tellingen).